# Carl Rehfus

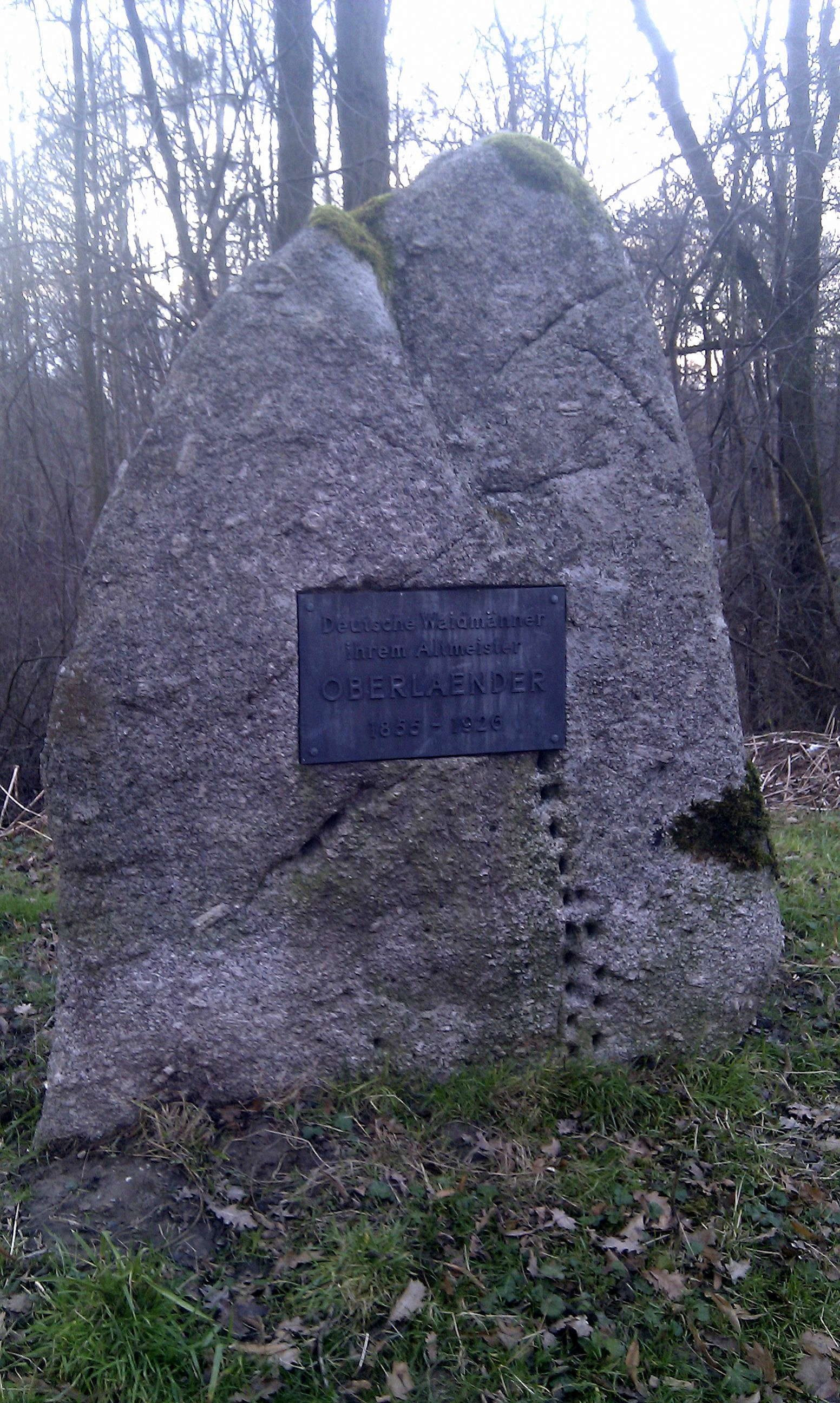
Oberländer-Denkmal in Kehl am Rhein

Carl Johann Rehfus (* 1857 in Kehl; † 5. Oktober 1926 in Kehl), auch bekannt als Oberländer, war ein deutscher Jagdschriftsteller und Kynologe. Die Familie Rehfus betrieb von 1867 bis 1963 in der Kahllach in Kehl eine Hutfabrik.

## Leben
Zusammen mit Hegewald und anderen Kynologen war Rehfus Initiator des 1891 gegründeten Vereins für Prüfung von Gebrauchshunden zur Jagd. Mit Hegewald war er auch maßgeblich an der Grundlagenzucht des Deutsch-Drahthaars und der Neuzüchtung des Pudelpointers beteiligt. Er verfasste unter anderem Leitfäden für angehende Waidmänner sowie Empfehlungen für erfahrene Jäger und Züchter. 
Die Bücher Oberländers sind heute begehrte Sammelobjekte unter Jagd- und Literatursammlern. Oberländers acht Hauptwerke sind bis zum Ende der 1930er Jahre im Verlag Neumann Neudamm erschienen. Heute erscheinen sie in Neuauflage im Godewind Verlag, Wismar. Seit seinem Tod ist die dortige Villa Rehfus am Rehfusplatz heute Sitz des Kompetenzzentrums für grenzüberschreitende und europäische Fragen.

## Sonstiges
1903 erlegte Carl Rehfus einen Braunbären in Russland. Er ließ das Fell nach Kehl bringen und den Bären in Öhringen präparieren. Der aufgerichtete Bär stand dann bis in den Zweiten Weltkrieg hinein in der Villa Rehfus im evakuierten Kehl. Als die Familie 1950 zurückkehrte, war der Bär dort nicht mehr vorhanden, wurde aber kurze Zeit später in einer Gaststätte in Freistett wiedergefunden. Der in der Zwischenzeit beschädigte Bär wurde restauriert und stand dann lange im Foyer der Hutfabrik. 1980 wurde er gestohlen, von der Polizei aber zufällig bei einer Wohnungsdurchsuchung wiedergefunden. 1991 bekam die Stadt Kehl den Bären von der Familie Rehfus geschenkt und stellte ihn in der Stadtbücherei auf. Dort wurde er so viel "geknuddelt", dass er von dem Kehler Stadthallenmeister und Tierpräparator Michael Jöst restauriert werden musste und schließlich im Heimatmuseum Kehl einen neuen Standplatz fand.

## Werke (Auswahl)
- Die Dressur und Führung des Gebrauchshundes, 1904 (aktuell als Reprint der Originalausgabe von 1905, Godewind Verlag, Wismar 2005, ISBN 978-3-938347-76-8)
- Quer durch deutsche Jagdgründe. Aus der Mappe eines philosophierenden Jägers, 1897 (aktuell als Reprint der Originalausgabe von 1897, Wismar 2005, ISBN 978-3-938347-94-2)
- Durch norwegische Jagdgründe, 1898 (aktuell als Reprint der Originalausgabe von 1905, Wismar 2005, ISBN 978-3-938347-77-5)
- Eine Jagdfahrt nach Ost-Afrika, 1903 (aktuell als Reprint der Originalausgabe von 1903, Wismar 2005, ISBN 978-3-938347-80-5). Kostproben daraus : auf Seite 69  "Etwas anderes als einen Halbaffen habe ich im Neger nie erkennen können, ganz einerlei, ob er im arabischen Hemd, mit Spazierstöckchen in der Hand, als Gigerl auftritt, oder als nackter Träger, wie ein Schimpanse auf der Erde hockend, Mtama (Negerhirse) kaut." und auf S. 124  "Ich halte die Schwarzen samt und sonders für eine moralisch und geistig minderwertige Rasse."
- Im Lande des Braunen Bären, 1905 (aktuell als Reprint der Originalausgabe von 1905, Wismar 2005, ISBN 978-3-938347-78-2)
- Das Jägerhaus am Rhein, 1905 (aktuell als Reprint der Originalausgabe von 1905, Wismar 2005, ISBN 978-3-938347-79-9)
- Herbstblätter, 1905 (aktuell als Reprint der Originalausgabe von 1905, Wismar 2005, ISBN 978-3-938347-72-0)
- Der Lehrprinz, 1903 (aktuell als Reprint der Originalausgabe von 1905, Wismar 2005, ISBN 978-3-938347-75-1)
- In arktischer Wildnis : Jagden auf Eisbären und Großrobben, Meyer Verlag, München 1941[2]